# Saint-Julien-Boutières
Saint-Julien-Boutières era una comuna francesa que estaba situada en el departamento de Ardèche, de la región de Auvernia-Ródano-Alpes, que el 1 de enero de 2019 pasó a formar parte de la comuna nueva de Saint-Julien-d'Intres.

## Geografía
Está ubicada en el noroeste del departamento, cerca de Alto Loira.

## Historia
En 1911 esta comuna segregó parte de sus terrenos para la creación de la comuna de Intres.

## Demografía
| Gráfica de evolución demográfica de Saint-Julien-Boutières entre 1800 y 2016 |
|                                                                              |

Los datos demográficos contemplados en este gráfico de la comuna de Saint-Julien-Boutièresse han cogido de 1800 a 1999 de la página francesa EHESS/Cassini, y los demás datos de la página del INSEE.